# Episodi di Orange Is the New Black (quarta stagione)
La quarta stagione della serie televisiva Orange Is the New Black è stata pubblicata sulla piattaforma on demand Netflix il 17 giugno 2016 in tutti i territori in cui il servizio è disponibile.
In Italia la stagione è stata pubblicata in contemporanea anche sulla piattaforma on demand Infinity TV.
A partire da questa stagione Natasha Lyonne rientra nel cast principale, con l'aggiunta di Jackie Cruz, Lea DeLaria ed Elizabeth Rodriguez. Al termine di questa stagione escono dal cast principale Michael J. Harney e Samira Wiley. 
| nº | Titolo originale                 | Titolo italiano                      | Pubblicazione USA | Pubblicazione Italia |
| -- | -------------------------------- | ------------------------------------ | ----------------- | -------------------- |
| 1  | Work That Body for Me            | Sei pezzi da trenta centimetri       | 17 giugno 2016    | 17 giugno 2016       |
| 2  | Power Suit                       | Questioni di potere                  | 17 giugno 2016    | 17 giugno 2016       |
| 3  | (Don't) Say Anything             | Come un mantra                       | 17 giugno 2016    | 17 giugno 2016       |
| 4  | Doctor Psycho                    | Il Dottor Psycho                     | 17 giugno 2016    | 17 giugno 2016       |
| 5  | We'll Always Have Baltimore      | Budget per il superfluo              | 17 giugno 2016    | 17 giugno 2016       |
| 6  | Piece of Sh*t                    | Pezzo di m....                       | 17 giugno 2016    | 17 giugno 2016       |
| 7  | It Sounded Nicer in My Head      | Voci nella testa                     | 17 giugno 2016    | 17 giugno 2016       |
| 8  | Friends in Low Places            | Amicizie utili                       | 17 giugno 2016    | 17 giugno 2016       |
| 9  | Turn Table Turn                  | I capricci dell'amore                | 17 giugno 2016    | 17 giugno 2016       |
| 10 | Bunny, Skull, Bunny, Skull       | Coniglio, teschio, coniglio, teschio | 17 giugno 2016    | 17 giugno 2016       |
| 11 | People Persons                   | Una persona socievole                | 17 giugno 2016    | 17 giugno 2016       |
| 12 | The Animals                      | Animali in gabbia                    | 17 giugno 2016    | 17 giugno 2016       |
| 13 | Toast Can't Never Be Bread Again | Quel che è fatto è fatto             | 17 giugno 2016    | 17 giugno 2016       |

## Sei pezzi da trenta centimetri
- Titolo originale: Work That Body for Me
- Titolo italiano Mediaset Premium: Sistema quel corpo per me
- Diretto da: Andrew McCarthy
- Scritto da: Jenji Kohan
- Personaggio in primo piano: –

### Trama
Durante l'evasione delle detenute dal carcere in cui le detenute si godono degli attimi di libertà nel lago adiacente al carcere, Caputo deve controllare l'arrivo di centinaia di nuove detenute a Litchfield. Chang dice a Chapman che il lago in realtà è inquinato e che è pericoloso nuotarci dentro. Nel frattempo Caputo richiede l'aiuto di alcune guardie del carcere di massima sicurezza che riusciranno a far rientrare l'emergenza facendo tornare tutte le detenute. Durante la notte Vause va nella serra e trova Hayden ancora vivo; decide quindi di ucciderlo. Vause e Lolly devono vedersela con il cadavere di Hayden, il killer che faceva parte del gruppo di Kubra e che si era fatto passare per una guardia carceraria di Litchfield. L'indomani trovano la detenuta Berlin che le aiuterà a sbarazzarsi del corpo facendolo a pezzi e nascondendolo sotto le piante di girasole. Kukudio e Warren decidono di rimanere fuori della recinzione, ma poi Warren cambierà idea ritornando volontariamente al Litchfield, mentre Kukudio verrà trovata e riportata dentro. Judy King arriva a Litchfield per costituirsi e viene richiesta per lei una stanza privata.
- Guest star: Alan Aisenberg (Baxter "Gerber" Bayley), Blair Brown (Judy King), Lori Tan Chinn (Mei Chang), Catherine Curtin (Wanda Bell), Joel Marsh Garland (Scott O'Neill), Kimiko Glenn (Brook Soso), Annie Golden (Norma Romano), Laura Gomez (Blanca Flores), Diane Guerrero (Maritza Ramos), Brad William Henke (Desi Piscatella), Vicky Jeudy (Janae Watson), Julie Lake (Angie Rice), Richard Masur (Bill Montgomery), James McMenamin (Charlie Coates), Emma Myles (Leanne Taylor), Matt Peters (Joel Luschek), Jessica Pimentel (Maria Ruiz), Jolene Purdy (Stephanie Hapakuka), Elizabeth Rodriguez (Aleida Diaz), Abigail Savage (Gina Murphy), Constance Shulman (Erica "Yoga" Jones), Dale Soules (Frieda Berlin), Lin Tucci (Anita DeMarco), Lori Petty (Lolly Whitehill).

## Questioni di potere
- Titolo originale: Power Suit
- Titolo italiano Mediaset Premium: La divisa del potere
- Diretto da: Constantine Makris
- Scritto da: Sara Hess
- Personaggio in primo piano: Maria Ruiz

### Trama
Ruiz non riesce a tollerare il sovraffollamento del carcere, ma Flores le fa notare che le latine sono in maggioranza e che potrebbe essere un vantaggio per loro. Daya parla con sua madre di sua figlia e di dove andrà a finire adesso che è ai servizi sociali. Red parla con Dwight riguardo al suo problema. Viene indetta una riunione in cui Caputo dice alle detenute le nuove misure che la MCC ha apportato, con una reazione negativa da parte delle detenute. Healy è scettico rispetto al trattamento speciale riservato a Judy King. Maria si mette a capo delle ispaniche e la fa pagare a due detenute bianche che hanno insultato e malmenato Blanca.

#### Flashback
Il flashback ripercorre la vita di Ruiz cresciuta in una famiglia dominicana patriottica e legata al traffico di droga. 
- Guest star: Alan Aisenberg (Baxter "Gerber" Bayley), Blair Brown (Judy King), Beth Dover (Linda Ferguson), Beth Fowler (suor Jane Ingalls), Kimiko Glenn (Brook Soso), Annie Golden (Norma Romano), Laura Gomez (Blanca Flores), Diane Guerrero (Maritza Ramos), Brad William Henke (Desi Piscatella), Vicky Jeudy (Janae Watson), Julie Lake (Angie Rice), James McMenamin (Charlie Coates), Emma Myles (Leanne Taylor), Jessica Pimentel (Maria Ruiz), Jolene Purdy (Stephanie Hapakuka), Elizabeth Rodriguez (Aleida Diaz), Constance Shulman (Erica "Yoga" Jones), Dale Soules (Frieda Berlin), Lin Tucci (Anita DeMarco), Tanya Wright (Crystal Burset), Lori Petty (Lolly Whitehill).

## Come un mantra
- Titolo originale: (Don't) Say Anything
- Titolo italiano Mediaset Premium: Non dire niente
- Diretto da: Andrew McCarthy
- Scritto da: Jim Danger Gray
- Personaggio in primo piano: Brook Soso

### Trama
Caputo decide di assumere Taystee come segretaria con il compito di gestire al meglio il suo ufficio. Un gruppo di detenute invece si occupa di ristrutturare la casa abbandonata nel bosco a fianco la prigione per trasformarla in un bungalow per le nuove guardie assunte dalla MCC. Brook convince Judy King a passare del tempo con Poussey, dicendole che la sua ragazza ha avuto un'infanzia difficile a causa della madre tossicodipendente, cosa per niente vera. Quando Poussey lo scopre, si infuria con lei. Intanto Caputo inizia una relazione con Linda Ferguson del MCC con un appuntamento al ristorante e in quest'ultimo incontra Wade, una delle ex guardie licenziate, con cui avrà anche un breve confronto. Soso si scusa con Poussey e la loro relazione diventa più intima.

#### Flashback
Il flashback si concentra sull'adolescenza da attivista ambientale di Brook, abituata da sempre a distorcere la verità per piacere alla gente. 
- Guest star: Alan Aisenberg (Baxter "Gerber" Bayley), Emily Althaus (Maureen Kukudio), Blair Brown (Judy King), Beth Dover (Linda Ferguson), Kimiko Glenn (Brook Soso), Laura Gomez (Blanca Flores), Diane Guerrero (Maritza Ramos), Brad William Henke (Desi Piscatella), Vicky Jeudy (Janae Watson), Julie Lake (Angie Rice), John Magaro (Vince Muccio), Matt Peters (Joel Luschek), Jessica Pimentel (Maria Ruiz), Jolene Purdy (Stephanie Hapakuka), Abigail Savage (Gina Murphy), Constance Shulman (Erica "Yoga" Jones), Dale Soules (Frieda Berlin), Lin Tucci (Anita DeMarco), Lori Petty (Lolly Whitehill).

## Il Dottor Psycho
- Titolo originale: Doctor Psycho
- Titolo italiano Mediaset Premium: Dottor Psycho
- Diretto da: Erin Feeley
- Scritto da: Carly Mensch
- Personaggio in primo piano: Sam Healy

### Trama
Burset, ancora reclusa in isolamento, tenta di allagare la sua cella tappando il water con l'obiettivo di creare attenzione per poter incontrare Caputo. Intanto Aleida, grazie all'ottimo comportamento mantenuto durante la sua reclusione, ottiene uno sconto di pena con la possibilità di uscire prima e promette a Daya che farà di tutto per riottenere i bambini, portati via dai servizi sociali. Intanto Alex svela a Red che sotto il suo orto si trovano pezzi del corpo della guardia uccisa e che Frieda sta pensando di uccidere Lolly per impedire che vada a dirlo in giro. Caputo incontra Burset ma le comunica che per la sua sicurezza deve stare ancora un periodo di isolamento e per questo Sophia decide di bruciare un materasso nella nuova cella in cui è stata trasferita, finendo per essere portata al carcere di massima sicurezza. Healy, intanto, con il benestare di Caputo, inaugura un corso di cucina tenuto da Judy King. Lolly ha un attacco isterico perché crede che qualcuno la stia spiando e che sappia dell'omicidio, ma Healy la convince di essere malata e che l'omicidio sia stato un'allucinazione.

#### Flashback
Il flashback si incentra sulla gioventù di Sam Healy e su come l'essere cresciuto con una madre schizofrenica e un padre maschilista abbia contribuito al suo difficile rapporto con il genere femminile.
- Guest star: Alan Aisenberg (Baxter "Gerber" Bayley), Blair Brown (Judy King), Lori Tan Chinn (Mei Chang), Laverne Cox (Sophia Burset), Beth Fowler (suor Jane Ingalls), Kimiko Glenn (Brook Soso), Laura Gomez (Blanca Flores), Diane Guerrero (Maritza Ramos), Brad William Henke (Desi Piscatella), Vicky Jeudy (Janae Watson), Julie Lake (Angie Rice), James McMenamin (Charlie Coates), Emma Myles (Leanne Taylor), Matt Peters (Joel Luschek), Jessica Pimentel (Maria Ruiz), Jolene Purdy (Stephanie Hapakuka), Elizabeth Rodriguez (Aleida Diaz), Abigail Savage (Gina Murphy), Constance Shulman (Erica "Yoga" Jones), Dale Soules (Frieda Berlin), Lin Tucci (Anita DeMarco), Lisa Walker (Margaret Healy), Lori Petty (Lolly Whitehill).

## Budget per il superfluo
- Titolo originale: We'll Always Have Baltimore
- Titolo italiano Mediaset Premium: Avremo sempre Baltimora
- Diretto da: Tricia Brock
- Scritto da: Jordan Harrison
- Personaggio in primo piano: Maritza Ramos

### Trama
Il gruppo delle Latine, capitanato da Maria Ruiz, ha "portato via" il giro delle mutandine sporche di Chapman, che si vendica andando a raccontare il tutto a Piscatella. Intanto Maritza, responsabile della guida del van come sostituta di Pennsatucky, propone di portare le mutandine fuori dal carcere nascondendole nel veicolo. Lorna e Suzanne, responsabili della pulizia dei bagni, scoprono che qualcuno ha defecato nelle docce per la terza volta di fila; dopo aver indagato, Morello giunge alla conclusione che sia stata una vendetta di Maureen Kukudio, furiosa per essere stata abbandonata nel bosco da Warren. 
Caputo e Linda vanno alla conferenza del CorrectiCone per cercare nuove soluzioni più avanzate per migliorare le condizioni di vita nella prigione; l'intervento di Linda viene però interrotto da Danny, intenzionato a svelare il modo in cui la MCC lucra sulle detenute. Caputo riesce ad evitare che lo arrestino, ma Danny lo mette in guardia da Linda, sostenendo che sia più spietata di suo padre. Ciononostante, quella stessa sera Caputo finisce a letto con lei. 

#### Flashback
Nei flashback viene raccontata la storia di Maritza, che sfruttava la sua bellezza per truffe e furti.
- Guest star: Alan Aisenberg (Baxter "Gerber" Bayley), Mike Birbiglia (Danny Pearson), John Bolger (Teddy Spencer), Beth Dover (Linda Ferguson), Kimiko Glenn (Brook Soso), Laura Gomez (Blanca Flores), Diane Guerrero (Maritza Ramos), Brad William Henke (Desi Piscatella), Julie Lake (Angie Rice), James McMenamin (Charlie Coates), Emma Myles (Leanne Taylor), Jessica Pimentel (Maria Ruiz), Jolene Purdy (Stephanie Hapakuka), Elizabeth Rodriguez (Aleida Diaz), Chris Sarandon (Kip Carnigan), Abigail Savage (Gina Murphy).

## Pezzo di m....
- Titolo originale: Piece of Sh*t
- Titolo italiano Mediaset Premium: Bastardo traditore
- Diretto da: Uta Briesewitz
- Scritto da: Lauren Morelli
- Personaggio in primo piano: Nicole "Nicky" Nichols

### Trama
Luschek si sente in colpa per aver mandato Nichols in carcere di massima sicurezza, e per risolvere la questione va a farle visita per porgerle le sue scuse, che vengono però rifiutate con disprezzo. Viene mostrato che Nicky, nonostante stia seguendo delle riunioni degli AA per disintossicarsi, si procura l'eroina direttamente dalle guardie del carcere di massima sicurezza in cambio di favori sessuali. Le Latine continuano il loro contrabbando di mutandine sporche, ma a causa delle perquisizioni Ruiz viene scoperta e la sua pena viene prolungata di un periodo variabile dai 3 ai 5 anni di reclusione. Chapman cerca di ristabilire un rapporto con Alex ma lei la ignora continuando a stare con Lolly, che si è fatta una ragione dell'omicidio della guardia ed ora sembra più tranquilla. Judy King, grazie al suo avvocato, aiuta Luschek e riesce a far in modo che Nicky torni al Litchfield, ma vuole un "favore" in cambio. Intanto Poussey e Soso continuano la loro relazione, nonostante qualche piccola discussione sul loro futuro come coppia, una volta fuori dal carcere. Tra Alison Abdullah, una detenuta musulmana, e Black Cindy ci sono delle discussioni perché la prima è in possesso di un cellulare che servirebbe a Cindy, e solo alla fine riescono a trovare un compromesso grazie all'intervento di Taystee.
- Guest star: Alan Aisenberg (Baxter "Gerber" Bayley), Blair Brown (Judy King), Lori Tan Chinn (Mei Chang), Laverne Cox (Sophia Burset), Beth Dover (Linda Ferguson), Kimiko Glenn (Brook Soso), Laura Gomez (Blanca Flores), Diane Guerrero (Maritza Ramos), Brad William Henke (Desi Piscatella), Kelly Karbacz (Kasey Sankey), Julie Lake (Angie Rice), James McMenamin (Charlie Coates), Emma Myles (Leanne Taylor), Matt Peters (Joel Luschek), Jessica Pimentel (Maria Ruiz), Jolene Purdy (Stephanie Hapakuka), Abigail Savage (Gina Murphy), Dale Soules (Frieda Berlin), Lin Tucci (Anita DeMarco), Lori Petty (Lolly Whitehill).

## Voci nella testa
- Titolo originale: It Sounded Nicer in My Head
- Titolo italiano Mediaset Premium: Le voci della mente
- Diretto da: Mark A. Burley
- Scritto da: Nick Jones
- Personaggio in primo piano: Lolly Whitehill

### Trama
Cindy, Suzanne e Alison tentano di scattare delle foto a Judy King per venderle ad una rivista. Nel frattempo Nicky è tornata a Litchfield e viene accolta da tutte le ragazze con una festa nella sala comune, ma la ragazza non è più la stessa; Red la vede lasciare la festa con Angie Rice, dalla quale compra delle droghe. Chapman ha formato la sua "gang", che però ha preso una brutta deriva razzista, e solo alla fine si accorge che sarebbe stato meglio non denunciare l'attività di Ruiz, perché le Latine riescono a portarla in cucina e a stamparle sul braccio con un ferro rovente un simbolo che la rappresenta. Intanto Healy cerca in tutti i modi di aiutare Lolly, ma è chiaro che la salute mentale della detenuta è troppo compromessa. Caputo è riuscito a rendere attivo il suo programma di istruzione, che però Linda ha trasformato in una classe di carpenteria, così da poter sfruttare il lavoro delle detenute senza doverle pagare. Su richiesta di "Yoga" Jones, Judy King viene messa sotto scorta, per proteggerla dalle conseguenze di un suo vecchio video razzista diventato virale in rete. Aleida rinuncia a studiare per ottenere il diploma e si chiede cosa potrà mai fare della sua vita una volta uscita di prigione; un apprezzamento alla sua manicure rivoltole da Judy King le fa però nascere un'idea.

#### Flashback
Viene raccontata la storia di Lolly, passata da giornalista a barbona a causa della sua schizofrenia.
- Guest star: Alan Aisenberg (Baxter "Gerber" Bayley), Blair Brown (Judy King), Catherine Curtin (Wanda Bell), Beth Dover (Linda Ferguson), Beth Fowler (suor Jane Ingalls), Annie Golden (Norma Romano), Laura Gomez (Blanca Flores), Diane Guerrero (Maritza Ramos), Brad William Henke (Desi Piscatella), Julie Lake (Angie Rice), Emma Myles (Leanne Taylor), Jessica Pimentel (Maria Ruiz), Jolene Purdy (Stephanie Hapakuka), Abigail Savage (Gina Murphy), Rob Sedgwick (Randall), Constance Shulman (Erica "Yoga" Jones), Lori Petty (Lolly Whitehill).

## Amicizie utili
- Titolo originale: Friends in Low Places
- Titolo italiano Mediaset Premium: Amici dei bassifondi
- Diretto da: Phil Abraham
- Scritto da: Alex Regnery e Hartley Voss
- Personaggio in primo piano: –

### Trama
A causa della scoperta della falla di sicurezza nella fabbrica di mutandine di Litchfield, il lavoro delle dipendenti viene sostituito dal nuovo corso di formazione proposto da Caputo. Quest'ultimo si rivela essere uno stratagemma finalizzato a far lavorare gratuitamente le detenute al cantiere per la costruzione di un edificio il cui obiettivo è ignoto. Chapman è distrutta dall'accaduto del giorno precedente e, in un momento di estrema debolezza, si ritrova a fumare crack con Nicky e Vause; sull'orlo di una crisi di nervi, mostra alle altre la svastica sul braccio dicendo loro di essersi resa conto degli sbagli commessi nell'ultimo periodo e di sentirsi molto male per questo. A seguito di questa confessione Alex rivela l'omicidio della guardia sepolta proprio sotto di loro. Le Latine, non potendo più trafficare con la biancheria, hanno iniziato a importare droga nel carcere. Maritza continua a fungere da contatto esterno per gli scambi, ma rischia più volte di essere scoperta e chiede a Ruiz, senza riuscire nel suo intento, di uscire dal giro.
Judy King si confronta con Poussey e scopre che le ragazze di colore non vogliono picchiarla, bensì scattarle una fotografia per ricavarne del denaro, si unisce quindi a loro per raggiungere lo scopo.
Red scopre che alcuni oggetti di sua proprietà sono scomparsi per mano di Nicky che li ha ceduti alle Latine in cambio di droga. Scopre inoltre la svastica sul braccio di Piper e decide di aiutarla trasformandola in una "finestra" con l'aiuto di Alex e Norma.
- Guest star: Alan Aisenberg (Baxter "Gerber" Bayley), Blair Brown (Judy King), Michael Chernus (Cal Chapman), Beth Dover (Linda Ferguson), Annie Golden (Norma Romano), Laura Gomez (Blanca Flores), Diane Guerrero (Maritza Ramos), Brad William Henke (Desi Piscatella), Vicky Jeudy (Janae Watson), Julie Lake (Angie Rice), James McMenamin (Charlie Coates), Jessica Pimentel (Maria Ruiz), Jolene Purdy (Stephanie Hapakuka), Constance Shulman (Erica "Yoga" Jones), Dale Soules (Frieda Berlin), Lin Tucci (Anita DeMarco), Tanya Wright (Crystal Burset).

## I capricci dell'amore
- Titolo originale: Turn Table Turn
- Titolo italiano Mediaset Premium: Fidanzate per necessità
- Diretto da: Constantine Makris
- Scritto da: Sara Hess
- Personaggio in primo piano: Blanca Flores

### Trama
La foto del bacio tra Judy e Black Cindy è ormai in tutte le riviste e i programmi televisivi, causando la furia di Piscatella, che ordina alle guardie di fare una grande perquisizione in tutto il carcere per scovare eventuali cellulari nascosti. Intanto Maritza, stanca di lavorare per Ruiz, attira l'attenzione delle guardie su uno degli uomini chiave per il traffico di droga nella prigione. Nella sala degli incontri Lorna chiede a sua sorella di andare a conoscere Vince, solo per poi accusarla di essere andata a letto con lui quando lei le rivela di averlo trovato simpatico. Durante le perquisizioni a caccia di cellulari una delle guardie richiama più volte Blanca per il suo cattivo odore, intimandole di lavarsi. Red scopre che Nicky ha ricominciato a farsi e, dopo averla colta in flagrante all'interno del bagno, scoppia in lacrime perché pensa di essere responsabile della sua ricaduta in quanto non ha fatto abbastanza per proteggerla. Intanto Blanca, che continua a rifiutare di lavarsi per far sì il suo cattivo odore impedisca alle guardie di perquisirla, viene punita e obbligata a restare in piedi sul tavolo in sala mensa.

#### Flashback
Il flashback si incentra sulla storia di Blanca e sul difficile rapporto con l'anziana a cui faceva da badante. Viene anche mostrato il suo primo incontro con Dario "Diablo", giardiniere della sua padrona ed ex-galeotto. 
- Guest star: Alan Aisenberg (Baxter "Gerber" Bayley), Blair Brown (Judy King), Beth Fowler (suor Jane Ingalls), Kimiko Glenn (Brook Soso), Laura Gomez (Blanca Flores), Diane Guerrero (Maritza Ramos), Brad William Henke (Desi Piscatella), Vicky Jeudy (Janae Watson), Julie Lake (Angie Rice), James McMenamin (Charlie Coates), Emma Myles (Leanne Taylor), Matt Peters (Joel Luschek), Jessica Pimentel (Maria Ruiz), Constance Shulman (Erica "Yoga" Jones), Lin Tucci (Anita DeMarco), Mary Louise Wilson (Millie).

## Coniglio, teschio, coniglio, teschio
- Titolo originale: Bunny, Skull, Bunny, Skull
- Titolo italiano Mediaset Premium: Amori condizionati
- Diretto da: Phil Abraham
- Scritto da: Carly Mensch
- Personaggio in primo piano: Aleida Diaz

### Trama
Aleida esce di prigione e viene aiutata dalla nuova fidanzata di Cesar che va a prenderla e la accoglie a casa sua. Prima di uscire chiede a Mendoza di controllare che sua figlia non si metta nei guai. Le preoccupazioni della madre non sono infondate perché Daya si intrattiene con Ruiz e la sua gang.
Red corrompe tutti i venditori di droga del penitenziario per impedire loro di vendere a Nicky, ma lei riesce ad ottenere della marijuana da Luscheck. Le tensioni tra latine, nere e filonaziste bianche si inaspriscono. Durante la serata film, Maureen attira Suzanne nel ripostiglio delle scope e inizia ad avere un rapporto sessuale con lei, per poi interrompersi sul più bello, come vendetta per averla abbandonata nel bosco.
Suor Ingalls finge di tirare un pugno a Gloria per farsi rinchiudere in isolamento e comunicare con Burset. Il suo obiettivo è quello di scattarle una foto per dimostrare a sua moglie che ella si trova effettivamente rinchiusa in isolamento. Il suo cellulare viene trovato, ma Caputo lo usa per scattare una foto a Sophia e lo consegna a Danny Pearson. Al termine della puntata, durante i lavori nel cortile viene scoperto il cadavere di Hayden. 
- Guest star: Alan Aisenberg (Baxter "Gerber" Bayley), Mike Birbiglia (Danny Pearson), Blair Brown (Judy King), Laverne Cox (Sophia Burset), Francesca Curran (Helen), Nick Dillenburg (Blake), Beth Fowler (suor Jane Ingalls), Kimiko Glenn (Brook Soso), Laura Gomez (Blanca Flores), Diane Guerrero (Maritza Ramos), Brad William Henke (Desi Piscatella), Vicky Jeudy (Janae Watson), Julie Lake (Angie Rice), Olivia Luccardi (Jennifer Digori), James McMenamin (Charlie Coates), Emma Myles (Leanne Taylor), Matt Peters (Joel Luschek), Jessica Pimentel (Maria Ruiz), Jolene Purdy (Stephanie Hapakuka), Dale Soules (Frieda Berlin), Lori Petty (Lolly Whitehill).

## Una persona socievole
- Titolo originale: People Persons
- Titolo italiano Mediaset Premium: Rompere in caso d'emergenza
- Diretto da: Lev L. Spiro
- Scritto da: Nick Jones
- Personaggio in primo piano: Suzanne "Occhi Pazzi" Warren

### Trama
La scoperta del cadavere manda in subbuglio l'intero carcere. Caputo ordina a tutte le guardie di mantenere la calma e di controllare tutta la prigione fino all'arrivo dei federali. Piscatella, però, prende in mano la situazione senza autorizzazione e decide di far partire un interrogatorio: ordina alle guardie di mantenere le luci accese per tutta la notte e di portargli i registri con le informazioni delle detenute. Ordina anche a Coates di rimanere fuori durante la notte a controllo del cadavere mentre manda Luschek a proteggere Judy King. Intanto le guardie chiamano all'appello alcune detenute per un interrogatorio e tra queste ci sono Red, Kukudio e Suzanne. Red, in quanto responsabile dell'orto sotto cui è stato rinvenuto il cadavere, è considerata la sospettata numero uno da Piscatella, che la mette pesantemente sotto torchio e fa perquisire la sua cella. Intanto Humphrey, per divertirsi, incita alla rissa le detenute che aspettano di essere interrogate. Maureen, ancora indispettita nei confronti di Suzanne, la sfida e inizia ad insultarla, causando in lei un attacco di rabbia e finendo per essere massacrata di botte. Nel frattempo Jones, Luschek e Judy King, dopo aver preso dell'MDMA, finiscono per fare sesso.
Prima di sapere del cadavere, Sam Healy abbandona l'ufficio e, dopo aver detto addio a Katya per telefono, si immerge nel lago per tentare il suicidio. Viene però interrotto da Piscatella che gli telefona per raccontargli l'accaduto. Subito gli torna alla mente quello che Lolly gli aveva raccontato sull'uomo che non era sicura di aver ucciso; la vera colpevole viene così individuata pochi istanti prima che Alex, ormai sull'orlo di una crisi di nervi, chieda di poter parlare con Piscatella per confessare. Sam trova Lolly dentro la sua "macchina del tempo" e, a malincuore, è costretto a rinchiuderla nella sezione psichiatrica del carcere.

#### Flashback
Il flashback si incentra sul passato di Suzanne, finita in carcere per sequestro di minore.
- Guest star: Alan Aisenberg (Baxter "Gerber" Bayley), Emily Althaus (Maureen Kukudio), Mike Birbiglia (Danny Pearson), Blair Brown (Judy King), Beth Dover (Linda Ferguson), Kimiko Glenn (Brook Soso), Annie Golden (Norma Romano), Laura Gomez (Blanca Flores), Evan Arthur Hall (Stratman), Brad William Henke (Desi Piscatella), Vicky Jeudy (Janae Watson), James McMenamin (Charlie Coates), Matt Peters (Joel Luschek), Jessica Pimentel (Maria Ruiz), Jolene Purdy (Stephanie Hapakuka), Abigail Savage (Gina Murphy), Constance Shulman (Erica "Yoga" Jones), Dale Soules (Frieda Berlin), Emily Tarver (Artesian McCullough), Michael Torpey (Thomas "Humps" Humphrey), Lin Tucci (Anita DeMarco), Tanya Wright (Crystal Burset), Lori Petty (Lolly Whitehill).

## Animali in gabbia
- Titolo originale: The Animals
- Titolo italiano Mediaset Premium: Animali
- Diretto da: Matthew Weiner
- Scritto da: Lauren Morelli
- Personaggio in primo piano: Baxter "Gerber" Bayley

### Trama
Dopo la notte di trambusto Caputo ritorna alla prigione. Qui viene informato da Baxter della lotta tra detenute incitata la sera prima dalle guardie, in particolare Humphrey; Caputo è deciso a sospenderlo per il comportamento ma viene fermato da Piscatella, che minaccia il suo superiore di lasciarlo nuovamente a gestire il carcere da solo se avesse di nuovo messo il naso negli affari delle guardie.
Nel frattempo Maureen Kukudio è in infermeria in condizioni gravissime e Suzanne è in stato catatonico, sconvolta per la sua stessa reazione della sera prima; le detenute delle varie etnie, stanche dei soprusi delle guardie, si riuniscono per elaborare un piano per far licenziare Piscatella e ritrovare un po' di umanità nel trattamento riservato a tutte loro.
Sophia Burset torna dall'isolamento e trova una pentita Mendoza, che la aiuta a riavere il suo salone da parrucchiera e a rimettersi in sesto dopo il lungo e duro periodo passato.
Red, perseguitata da Piscatella, non dorme da 24 ore e alla fine ha un cedimento in sala mensa dopo l'ennesimo sopruso; a questo punto le detenute, seguendo l'esempio di Blanca, salgono in piedi sui tavoli e minacciano di restare lì finché il capo delle guardie non si fosse dimesso. Gli agenti allora intervengono iniziando a trascinare via le donne, ma Suzanne, ancora scossa dalla rissa della sera prima, ha un attacco di panico e si avventa contro una guardia. Poussey cerca di fermarla ma è atterrata a sua volta da Bayley che nella confusione non si accorge che la sta soffocando con il proprio peso. La puntata si chiude con una afflitta Taystee che piange sul corpo dell'amica morta.

#### Flashback
Viene mostrata l'adolescenza di Bayley che, pur essendo un bravo ragazzo, è stato traviato da cattive compagnie. 
- Guest star: Alan Aisenberg (Baxter "Gerber" Bayley), Blair Brown (Judy King), Laverne Cox (Sophia Burset), Asia Kate Dillon (Brandy), Kimiko Glenn (Brook Soso), Annie Golden (Norma Romano), Laura Gomez (Blanca Flores), Diane Guerrero (Maritza Ramos), Brad William Henke (Desi Piscatella), Mike Houston (Lee Dixon), Vicky Jeudy (Janae Watson), Julie Lake (Angie Rice), John Magaro (Vince Muccio), James McMenamin (Charlie Coates), Emma Myles (Leanne Taylor), Jessica Pimentel (Maria Ruiz), Jolene Purdy (Stephanie Hapakuka), Alysia Reiner (Natalie "Fig" Figueroa), Abigail Savage (Gina Murphy), Constance Shulman (Erica "Yoga" Jones), Dale Soules (Frieda Berlin), Amanda Stephen (Alison Abdullah).

## Quel che è fatto è fatto
- Titolo originale: Toast Can't Never Be Bread Again
- Titolo italiano Mediaset Premium: Il pane abbrustolito non tornerà mai pane
- Diretto da: Adam Bernstein
- Scritto da: Tara Herrmann  e Jenji Kohan
- Personaggio in primo piano: Poussey Washington

### Trama
Dopo la morte di Poussey, Caputo manda a casa Piscatella e subito dopo va a parlare con Bayley in evidente stato di shock. La tensione ora sale soprattutto nella zona delle nere con Taystee che protesta con le guardie. Intanto Suzanne, con dei libri, tenta di soffocarsi allo stesso modo della sua amica morta. Caputo chiama l'MCC per chiedere l'intervento urgente del medico per portare via il corpo ma non può fare nulla fino alla chiamata che da l'autorizzazione. Piper intanto, mentre va in bagno, incontra Bayley che vuole andare a chiedere scusa alle nere per il fatto ma Piper consiglia a lui di andare e promette che gli porterà le scuse. A causa del corpo ancora presente in sala mensa la colazione si svolge fuori dove le detenute nere hanno organizzato una zona per rendere omaggio alla defunta. L'MCC decide di dare una conferenza con Caputo protagonista in cui assolve la guardia per il fatto dandogli unicamente una sospensione. A questa notizia Taystee, che era nascosta per sentire, si arrabbia e coinvolgendo tutte le detenute fanno partire una grande protesta generale. La scena finale mostra Dayanara che punta la pistola verso una delle guardie che l'ha recuperata dopo che la stessa l'aveva persa.

#### Flashback
Il flashback dell'episodio è interamente dedicato alla vita di Poussey prima dell'arrivo al Litchfield.
- Guest star: Alan Aisenberg (Baxter "Gerber" Bayley), Blair Brown (Judy King), Rosal Colon (Ouija), Laverne Cox (Sophia Burset), Daniella De Jesus (Zirconia), Beth Dover (Linda Ferguson), Kimiko Glenn (Brook Soso), Annie Golden (Norma Romano), Laura Gomez (Blanca Flores), Diane Guerrero (Maritza Ramos), Brad William Henke (Desi Piscatella), Vicky Jeudy (Janae Watson), Julie Lake (Angie Rice), James McMenamin (Charlie Coates), Miriam Morales (Pidge), Emma Myles (Leanne Taylor), Matt Peters (Joel Luschek), Jessica Pimentel (Maria Ruiz), Jolene Purdy (Stephanie Hapakuka), Abigail Savage (Gina Murphy), Constance Shulman (Erica "Yoga" Jones), Dale Soules (Frieda Berlin), Lin Tucci (Anita DeMarco).